# Абад (Кашкадар'їнська область)
38°44′38″ пн. ш. 65°22′56″ сх. д. / 38.74389° пн. ш. 65.38222° сх. д.
Абад (узб. Obod, Обод) — міське селище в Узбекистані, в Касанському районі Кашкадар'їнської області.
Статус міського селища з 2009 року.